# Alienosternus
Alienosternus is een kevergeslacht uit de familie van de boktorren (Cerambycidae). De wetenschappelijke naam van het geslacht werd voor het eerst geldig gepubliceerd in 1976 door Martins.

## Soorten
Alienosternus omvat de volgende soorten:
- Alienosternus cristatus (Zajciw, 1970)
- Alienosternus metallicus Martins, 1976
- Alienosternus simplex Martins, 1976
- Alienosternus solitarius (Gounelle, 1909)